# Cenerentola e il signor Bonaventura
Cenerentola e il signor Bonaventura è un film del 1941 diretto da Sergio Tofano.

## Trama
Dopo il matrimonio con il Principe Azzurro, Cenerentola passa le sue giornate nel lussuoso palazzo, continuando a badare alle faccende domestiche e mantenendo la sua affabilità con tutte le persone che la circondano. In occasione della visita di un ambasciatore, il Bellissimo Cecè e il suo accompagnatore il Signor Bonaventura, le due sorellastre, sempre invidiose di lei, riescono con uno stratagemma a farla allontanare dal palazzo.
Il Principe cade in uno stato di disperazione ma il Bellissimo Cecè promette di andare alla ricerca della fanciulla e riportarla dal suo consorte. Cenerentola, esiliata dal palazzo, ha la compagnia della sola domestica Pasqualina ed insieme le due donne giungono in una casa delle fate dove possono rifocillarsi. L'arrivo del bandito Barbariccia e della sua banda le fa scappare, grazie anche all'aiuto di Bonaventura e Cecé. Purtroppo però finiscono nella casa di un orco che vuole mangiarle ma non può perché ha perso tutti i denti. Mentre l'orco va dal dentista, Bonaventura e Cecè riescono a liberare le due donne e a fuggire, dopo aver affrontato Barbariccia giunto nel frattempo.
Tornati a palazzo Cenerentola viene accolta di nuovo con tutti gli onori ma l'orco, per vendetta, attenta alla sua vita e solo l'intervento della buona fatina riesce a salvare la principessa, tuttavia ella dovrà bere l'acqua di una fonte magica entro la mezzanotte, altrimenti morirà. Il principe parte alla ricerca della fonte e torna appena in tempo dall'amata, grazie anche ad uno stratagemma di Bonaventura che rallenta i rintocchi dell'orologio.
Alla fine nella grande festa a palazzo, le sorellastre pentite vengono perdonate, il bellissimo Cecè riceve una medaglia e Bonaventura un assegno di un milione.

## Produzione
Il film fu girato interamente negli studi della Pisorno di Tirrenia nell'estate del 1941, ed uscì nelle sale il 4 dicembre 1941.
La pellicola è stata restaurata nel 2009 dal Centro Sperimentale di Cinematografia e presentata alla 66ª Mostra internazionale d'arte cinematografica di Venezia, nella sezione "Questi fantasmi 2".

## Accoglienza

### Critica
Diego Calcagno dalle pagine di Film del 4 aprile 1942 «Le favole sono sacre, mischiarne due insieme "La Regina in berlina" e "Cenerentola" come si mescolano due liquori col ghiaccio. Ho notato che la sala era affollata di mamme con i figlioletti. Ma le risate erano sospette pareva che scoppiassero solo per spingere all'entusiasmo i bambini...»